# 제러드 카이퍼

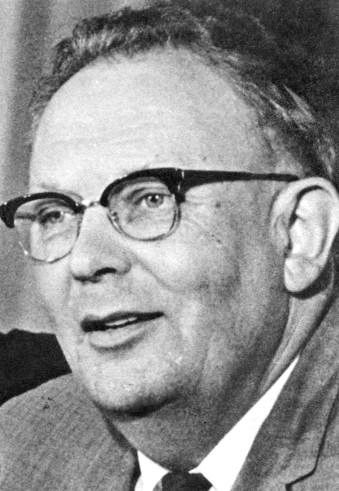
제러드 카이퍼

제러드 피터 카이퍼(Gerard Peter Kuiper, 네덜란드어: Gerrit Pieter Kuiper 헤릿 피터르 카위퍼르[*], 1905년 12월 7일 ~ 1973년 12월 23일)은 네덜란드 출신의 미국 천문학자이다. 네덜란드에서 태어나 교육을 마치고 1933년 미국으로 간 후 1937년 귀화했다.
카이퍼는 천왕성의 위성 미란다와 해왕성의 위성 네레이드를 발견했다. 또 1944년, 화성의 대기에 이산화 탄소가 있다는 것과 토성의 위성인 타이탄에 메테인 대기층이 존재한다는 것도 밝혀냈다. 카이퍼는 해왕성 궤도 바깥에 소천체의 띠가 존재할 것이라 예측했으며, 발견된 이 띠는 현재 카이퍼 대라 부르고 있다.
카이퍼는 아폴로 계획에서 달 착륙 지점을 정하는 일을 돕기도 했다.
카이퍼의 이름은 1776 카이퍼 소행성에 붙여졌으며, 달과 수성, 화성의 크레이터에도 그의 이름이 붙어 있다.